# Visconde de Mossâmedes
Visconde de Mossâmedes, por vezes Moçâmedes, é um título nobiliárquico criado por D. Luís I de Portugal, por Decreto de 21 de Março de 1868, em favor de José Francisco de Almeida e Vasconcelos, depois 1.º Conde de Mossâmedes.
Titulares
1. José Francisco de Almeida e Vasconcelos, 1.º Visconde e 1.º Conde de Mossâmedes.